# Звагербос
Звагербос (нід. Zwagerbosch, фриз. Sweagerbosk) — село в нідерландській провінції Фрисландія. Входить до муніципалітету Північно-Східна Фрисландія.
Його площа становить 0,29км², а населення станом на 2021 рік складало 560 осіб.
Перша згадка про населений пункт датується 1861 роком.